# Xylotheca kraussiana
Xylotheca kraussiana es un arbusto o pequeño árbol con múltiples tallos que crece en el sandveld y está ampliamente distribuido en toda la parte este de África meridional, en particular el este de Transvaal, la costa de Natal y Mozambique, prefiriendo suelos arenosos del matorral y bosques costeros.

## Descripción
Las hojas son verdes grisáceas opacas, alternadas y cubiertas de vellos grises suaves. Las flores son blancas con un racimo central de anteras amarillas que se parecen a una pequeña rosa blanca. El fruto es una cápsula leñosa de aproximadamente 40mm de largo y distintivamente surcado. Amarillo cuando maduro, se divide parcialmente en 5 secciones revelando semillas negras con un arilo rojo brilloso. La pulpa alrededor de las semillas es saboreada por las aves.

## Taxonomía
Xylotheca kraussiana fue descrita por  Christian Ferdinand Friedrich Hochstetter y publicado en Flora 26: 69. 1843
Etimología
Xylotheca: nombre genérico que significa 'caja de madera'.
kraussiana: epíteto otorgado en honor del Dr C.F.F. Krauss (1812-1890), un naturalista alemán que más tarde llegó a ser director del Museo Nacional de Historia Natural de Stuttgart. Krauss llegó al cabo en 1838, recolectó especímenes en Natal desde 1839 a 1840. Aproximadamente otras 8 especies de Xylotheca se encuentran en África Central y Madagascar. Xylotheca está estrechamente relacionado con Oncoba spinosa que también pertenece a la familia Flacourtiaceae.
Sinonimia
- Oncoba kraussiana Planch.
- Xylotheca kraussiana var. glabrifolia Wild[3]